# Paweł Gil
Paweł Gil (Lublin, 28 de junho de 1976) é um árbitro polonês de futebol. Ele atuou na UEFA Champions League de 2012–13.
Gil tornou-se árbitro da FIFA em 2009.Ele atuou como árbitro em competições internacionais, incluindo qualificações para a Euro 2012 da UEFA e qualificatórias para a Copa do mundo de 2014.